# Кузьминский сельский округ (Ступинский район)
Кузьминский сельский округ — упразднённая административно-территориальная единица, существовавшая на территории Ступинского района Московской области в 1994—2006 годах.
Кузьминский сельсовет был образован в первые годы советской власти. По данным 1921 года он входил в состав Михневской волости Серпуховского уезда Московской губернии.
В 1923 году Кузьминский с/с был упразднён, но в конце 1924 года восстановлен путём преобразования Усадского с/с.
В 1926 году Кузьминский с/с включал село Кузьмино и деревню Усады.
В 1929 году Кузьминский с/с был отнесён к Михневскому району Серпуховского округа Московской области. При этом к нему был присоединён Сидоровский с/с.
17 июля 1939 года к Кузьминскому с/с были присоединены селения Екиматово, Михнево и Мясное упразднённого Михневского с/с, а также селение Чернышово упразднённого Петрищевского с/с. Одновременно из Кузьминского с/с в Глотаевский сельсовет было передано селение Короськово. При этом центр Кузьминского с/с был перенесён в селение Екиматово.
9 мая 1940 года из Глотаевского с/с в Кузьминский было возвращено селение Короськово.
14 июня 1954 года к Кузьминскому с/с был присоединён Кишкинский с/с. При этом центр Кузьминского с/с был перенесён в посёлок Михнево.
15 ноября 1956 года посёлок Михнево получил статус рабочего посёлка и был выведен их состава Кузьминского с/с.
15 апреля 1959 года из Вельяминовского с/с в Кузьминский были переданы селения Бытинки, Глотаево, Коченягино, Михайловское, Митино, Парышево, Повадино и Ступино. Одновременно из Кузьминского с/с в Татариновский с/с были переданы селения Кишкино, Константиновское, Леньково и Проскурниково. При этом центр Кузьминского с/с был перенесён в селение Кузьмино.
3 июня 1959 года Михневский район был упразднён и Кузьминский с/с вошёл в новообразованный Ступинский район.
2 июля 1959 года из Кузьминского с/с в Вельяминовского с/с Подольского района были возвращены селения Бытинки, Глотаево, Коченягино, Михайловское, Митино, Парышево, Повадино и Ступино. Одновременно из Вельяминовского с/с в Кузьминский была передана территория Сидоровского кирпичного завода и его жилой посёлок.
1 февраля 1963 года Ступинский район был упразднён и Кузьминский с/с вошёл в Ступинский сельский район. 11 января 1965 года Кузьминский с/с был возвращён в восстановленный Ступинский район.
3 февраля 1994 года Кузьминский с/с был преобразован в Кузьминский сельский округ.
19 мая 2001 года из Кузьминского с/о в черту р.п. Михнево были переданы деревни Екиматово, Михнево и посёлок мехколонны-20.
В ходе муниципальной реформы 2004—2005 годов Кузьминский сельский округ прекратил своё существование как муниципальная единица. При этом все его населённые пункты были переданы в городское поселение Михнево.
29 ноября 2006 года Кузьминский сельский округ исключён из учётных данных административно-территориальных и территориальных единиц Московской области.